# Sutton Coldfield

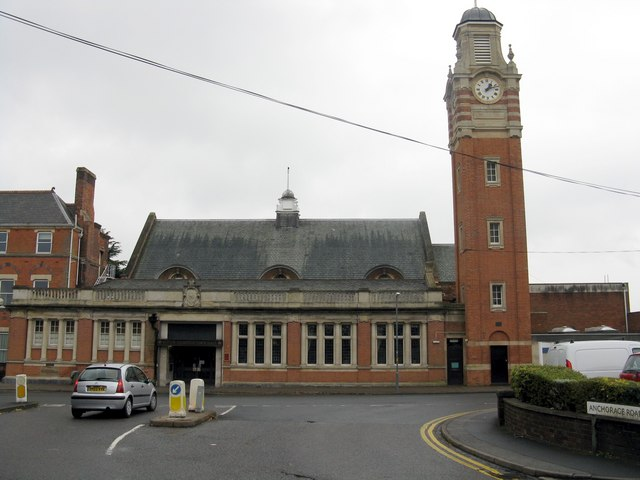
Prefeitura de Sutton Coldfield

Sutton Coldfield, oficialmente Royal Town of Sutton Coldfield, é uma cidade e uma paróquia civil em Birmingham, West Midlands, Inglaterra. A cidade fica a cerca de 11 km a nordeste do centro da cidade de Birmingham e faz fronteira com Little Aston, North Warwickshire, Lichfield, Erdington e South Staffordshire.
Historicamente, em Warwickshire, tornou-se parte de Birmingham e do condado metropolitano de West Midlands em 1974. Em 2015, a vila elegeu um Conselho Paroquial / Municipal pela primeira vez em sua história recente.
É uma cidade afluente classificada como a quarta área menos carenciada da Inglaterra, abrangendo o Four Oaks e fazendo fronteira com a propriedade privada de Little Aston Park, onde vivem muitos dos habitantes mais ricos da região.